# Trey Hardee
James Edward „Trey“ Hardee III. (* 7. února 1984, Birmingham, Alabama, USA) je americký atlet závodící v desetiboji.

## Kariéra
V roce 2009 zvítězil na mistrovství světa v Berlíně součtem v hodnotě osobního rekordu 8790 bodů. O dva roky později obhájil svůj mistrovský titul v korejském Tegu součtem 8607 bodů.
Reprezentoval také na letních olympijských hrách v Pekingu, kde však v osmé disciplíně (skok o tyči) nezaznamenal platný pokus a desetiboj tak předčasně ukončil.